# Wassyl Tarnowskyj junior

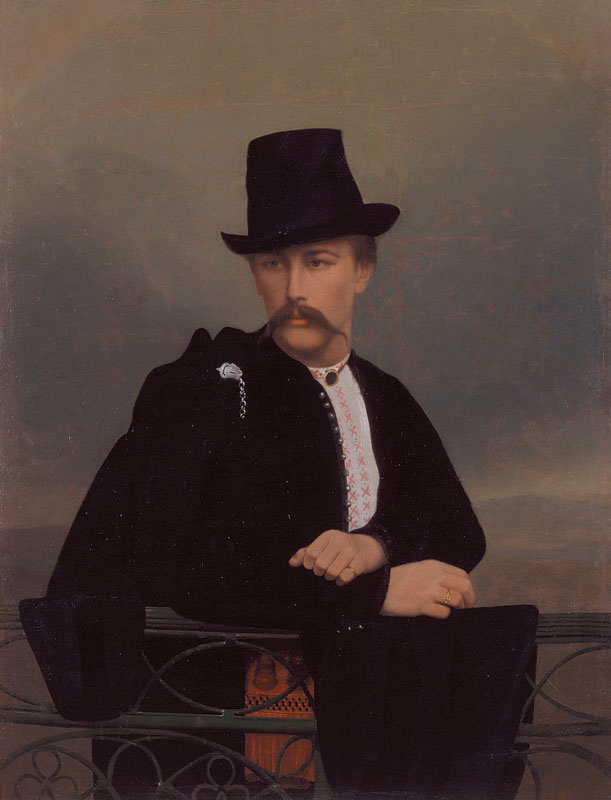
Porträt von Wassyl Tarnowskyj im Nationalen Kunstmuseum der Ukraine

Wassyl Wassylowytsch Tarnowskyj junior (ukrainisch Василь Васильович Тарновський, russisch Василий Васильевич Тарновский Wassili Wassiljewitsch Tarnowski; * 20. Märzjul. / 1. April 1838greg. (anderen Quellen nach 1837) in Antonowka, Gouvernement Poltawa, Russisches Kaiserreich; † 13. Junijul. / 25. Juni 1899greg. in Kiew, Russisches Kaiserreich) war ein ukrainischer Mäzen und sozialer und kultureller Aktivist.

## Leben
Wassyl Tarnowskyj kam in Antonowka (Антонівка) im heutigen Rajon Warwa der ukrainischen Oblast Tschernihiw zur Welt und entstammte, als Sohn des Ethnographen und Rechtshistorikers Wassyl Tarnowskyj senior (1810–1866), einer alten ukrainischen Kosaken-Familie.
Er absolvierte die Historisch-Philologische Fakultät der St.-Wladimir-Universität in Kiew  und war von 1869 bis 1872 Adelsvorsitzender des Ujesd Borsna und von 1875 bis 1887 des Ujesd Nischyn. Seit 1891 war er Ehrenmitglied der Proswita-Gesellschaft von Lemberg.
Tarnowskyj war Erbe eines umfangreichen Vermögens und eines großen Landgutes in Katschaniwka, Gouvernement Tschernigow, auf dem er zahlreiche herausragende Wissenschaftler und Persönlichkeiten, darunter Marko Wowtschok, Oleksandr Lasarewskyj,  Dmytro Jawornyzkyj, Nikolai Kostomarow, Mykola Biljaschiwskyj, Pantelejmon Kulisch, Wassyl Horlenko, Nikolai Ge, Hryhorij Tschestachiwskyj und Ilja Repin empfing, deren Werke er auch finanziell unterstützte.
Tarnowskyj schuf eine der umfangreichsten und bedeutendsten Gedenksammlung zu Taras Schewtschenko, dessen Talent er bereits früh erkannte und förderte. Die Sammlung befindet sich heute im Nationalen Taras-Schewtschenko-Museum in Kiew und im Institut für Literatur von Taras Schewtschenko der Nationalen Akademie der Wissenschaften der Ukraine. Später unterstützte er aktiv den Bau des Taras-Schewtschenko-Grabmales in Kaniw.
Zudem unterstützte er die Kiewer Malschule von Mykola Muraschko finanziell.
Er starb 61-jährig in Kiew wurde auf dem Swirynezke-Friedhof (Звіринецьке кладовище) im Kiewer Rajon Petschersk bestattet.
Nach seinem Tod wurde 1902, auf Basis seiner Sammlung und testamentarisch durch ihn festgelegt, das Museum der ukrainischen Altertümer des Tschernigower Gouvernements eröffnet, das 1906 seinen Namen erhielt und nach 1923 Teil des Historischen Museums Tschernigow wurde. 1991 wurde das Museum erneut nach ihm benannt.